# Dolce settembre
Dolce settembre (Süßer September) è un film per la televisione del 2015 diretto da Florian Froschmayer.

## Trama
Film incentrato sul rapporto di coppia, sui pensieri e le difficoltà, che mostra il labile confine fra una forte amicizia basata su affiatamento ed intimità. Le perplessità, simili, che si creano nell'ambito di una relazione sentimentale.
Rebecca è appena stata al matrimonio del suo ex ed incontra Bruno in un bar. Passano una bella serata e cominciano a frequentarsi, legandosi sempre di più l'uno all'altra. Con il passare del tempo il rapporto diventa sempre più profondo, comprendendo discussioni e sfoghi per i due. Una serie di eventi li porterà a capire ancora di più il rapporto che si è creato.